# Borom Tappeh
Borom Tappeh (persiska: بِرمِه تَپِّه, برم تپه) är en ort i Iran.   Den ligger i provinsen Kurdistan, i den nordvästra delen av landet, 300 km väster om huvudstaden Teheran. Borom Tappeh ligger 1 814 meter över havet och antalet invånare är 361.
Terrängen runt Borom Tappeh är platt åt nordost, men åt sydväst är den kuperad.Runt Borom Tappeh är det ganska tätbefolkat, med 80 invånare per kvadratkilometer. Närmaste större samhälle är Dezej, 6,6 km nordväst om Borom Tappeh. Trakten runt Borom Tappeh består till största delen av jordbruksmark.